# José Urbano (atleta)
José Cardoso Urbano (Guarda, 1 de março de 1966) é um ex-atleta português, que se especializava na marcha atlética. Participou de três Jogos Olímpicos — 1988, 1992 e 1996.

## Conquistas
| Ano                    | Competição                       | Local                         | Posição                | Evento                 | Notas                  |
| A representar Portugal | A representar Portugal           | A representar Portugal        | A representar Portugal | A representar Portugal | A representar Portugal |
| ---------------------- | -------------------------------- | ----------------------------- | ---------------------- | ---------------------- | ---------------------- |
| 1986                   | Campeonato Europeu               | Estugarda, Alemanha Ocidental | 14.º                   | 20 km                  | 1:30:07                |
| 1987                   | Campeonato Mundial               | Roma, Itália                  | 16.º                   | 20 km                  | 1:25:10                |
| 1988                   | Jogos Olímpicos                  | Seul, Coreia do Sul           | 29.º                   | 20 km                  | 1:24:56                |
| 1989                   | Taça do Mundo de Marcha Atlética | L'Hospitalet, Espanha         | 12.º                   | 20 km                  | 1:22:19                |
| 1990                   | Campeonato Europeu               | Split, Jugoslávia             | 19.º                   | 20 km                  | 1:32:50                |
| 1991                   | Taça do Mundo de Marcha Atlética | São José, Estados Unidos      | 13.º                   | 20 km                  | 1:22:04                |
| 1991                   | Campeonato Mundial               | Tóquio, Japão                 | 18.º                   | 20 km                  | 1:23:09                |
| 1992                   | Jogos Olímpicos                  | Barcelona, Espanha            | —                      | 20 km                  | DSQ                    |
| 1992                   | Jogos Olímpicos                  | Barcelona, Espanha            | 25.º                   | 50 km                  | 4:16:31                |
| 1993                   | Campeonato Mundial               | Estugarda, Alemanha           | 28.º                   | 50 km                  | 4:17:34                |
| 1995                   | Campeonato Mundial               | Gotemburgo, Suécia            | 17.º                   | 20 km                  | 1:26:10                |
| 1996                   | Jogos Olímpicos                  | Atlanta, Estados Unidos       | 31.º                   | 20 km                  | 1:25:32                |
| 1997                   | Campeonato Mundial               | Atenas, Grécia                | 28.º                   | 20 km                  | 1:27:25                |
| 1998                   | Campeonato Europeu               | Budapeste, Hungria            | 13.º                   | 20 km                  | 1:26.04                |
| 1999                   | Campeonato Mundial               | Sevilha, Espanha              | 25.º                   | 20 km                  | 1:37:50                |